# Campionati del mondo di atletica leggera indoor 2024 - 60 metri ostacoli maschili
La gara dei 60 metri ostacoli maschili dei campionati del mondo di atletica leggera indoor 2024 si è svolta il 2 marzo.

## Podio
| Pos.    | Atleta            | Nazionalità | Tempo  |
| ------- | ----------------- | ----------- | ------ |
| Oro     | Grant Holloway    | Stati Uniti | 7"29 = |
| Argento | Lorenzo Simonelli | Italia      | 7"43   |
| Bronzo  | Just Kwaou-Mathey | Francia     | 7"47   |

## Situazione pre-gara

### Record
Prima di questa competizione, il record del mondo e il record dei campionati erano i seguenti.
| Record                | Prestazione | Atleta                     | Data e luogo                              | Competizione                     |
| --------------------- | ----------- | -------------------------- | ----------------------------------------- | -------------------------------- |
| Record mondiale       | 7"27        | Grant Holloway Stati Uniti | 16 febbraio 2024 Albuquerque, Stati Uniti | Campionati statunitensi indoor   |
| Record dei campionati | 7"29        | Grant Holloway Stati Uniti | 20 marzo 2022 Belgrado, Serbia            | Campionati del mondo indoor 2022 |

### Campione in carica
Il campione mondiale in carica era:
| Campione        | Atleta                     | Prestazione | Data e luogo                   | Competizione                     |
| --------------- | -------------------------- | ----------- | ------------------------------ | -------------------------------- |
| Mondiale indoor | Grant Holloway Stati Uniti | 7"39        | 20 marzo 2022 Belgrado, Serbia | Campionati del mondo indoor 2022 |

### La stagione
Prima di questa gara, gli atleti con le migliori tre prestazioni dell'anno erano:
| Pos. | Atleta                      | Prestazione | Data e luogo                              |
| ---- | --------------------------- | ----------- | ----------------------------------------- |
| 1    | Grant Holloway Stati Uniti  | 7"27        | 16 febbraio 2024 Albuquerque, Stati Uniti |
| 2    | Trey Cunningham Stati Uniti | 7"39        | 16 febbraio 2024 Albuquerque, Stati Uniti |
| 3    | Just Kwaou-Mathey Francia   | 7"43        | 10 febbraio 2024 Liévin, Francia          |

## Risultati

### Batterie di qualificazione
Le batterie di qualificazione si sono tenute il 1º marzo a partire dalle ore 19:11.
Passano alle semifinali i primi tre atleti di ogni batteria (Q) e i successivi sei atleti più veloci (q).

#### Batteria 1
| Pos | Corsia | Atleta           | Nazionalità | Tempo       | Note                                     |
| --- | ------ | ---------------- | ----------- | ----------- | ---------------------------------------- |
| 1   | 3      | Grant Holloway   | Stati Uniti | 7"43        | Q                                        |
| 2   | 5      | Zhu Shenglong    | Cina        | 7"76        | Q                                        |
| 3   | 7      | Richard Diawara  | Mali        | 7"80 (.799) | Q                                        |
| 4   | 2      | Martín Saenz     | Cile        | 7"88 (.875) |                                          |
| 5   | 8      | François Grailet | Lussemburgo | 8"10        |                                          |
| 6   | 4      | Rafael Pereira   | Brasile     | 8"65        | Miglior prestazione personale stagionale |
| -   | 6      | Yaqoub Alyouha   | Kuwait      | dns         |                                          |

#### Batteria 2
| Pos | Corsia | Atleta          | Nazionalità   | Tempo       | Note |
| --- | ------ | --------------- | ------------- | ----------- | ---- |
| 1   | 5      | Wilhem Belocian | Francia       | 7"47        | Q    |
| 2   | 4      | Asier Martínez  | Spagna        | 7"62 (.620) | Q    |
| 3   | 6      | David King      | Gran Bretagna | 7"64 (.636) | Q    |
| 4   | 8      | Mathieu Jaquet  | Svizzera      | 7"68        | q    |
| 5   | 7      | Elie Bacari     | Belgio        | 7"69        | q    |
| 6   | 3      | Damion Thomas   | Giamaica      | 7"73        |      |
| 7   | 2      | Mikdat Sevler   | Turchia       | 7"80 (.796) |      |

#### Batteria 3
| Pos | Corsia | Atleta                  | Nazionalità   | Tempo       | Note  |
| --- | ------ | ----------------------- | ------------- | ----------- | ----- |
| 1   | 3      | Just Kwaou-Mathey       | Francia       | 7"52        | Q     |
| 2   | 6      | Jakub Szymański         | Polonia       | 7"57        | Q     |
| 3   | 2      | Cameron Murray          | Stati Uniti   | 7"61 (.604) | Q     |
| 4   | 4      | John Cabang             | Filippine     | 7"72        | q     |
| 5   | 5      | Tade Ojora              | Gran Bretagna | 7"78        |       |
| 6   | 7      | Konstantinos Douvalidis | Grecia        | 7"79        | [ 3 ] |
| 7   | 8      | Zaid Al-Awamleh         | Giordania     | 8"06        |       |

#### Batteria 4
| Pos | Corsia | Atleta             | Nazionalità | Tempo       | Note |
| --- | ------ | ------------------ | ----------- | ----------- | ---- |
| 1   | 5      | Milan Trajkovic    | Cipro       | 7"59 (.583) | Q    |
| 2   | 6      | David Yefremov     | Kazakistan  | 7"64 (.639) | Q    |
| 3   | 7      | Job Geerds         | Paesi Bassi | 7"66 (.654) | Q    |
| 4   | 4      | Elmo Lakka         | Finlandia   | 7"67 (.666) | q    |
| 5   | 2      | Filip Jakob Demšar | Slovenia    | 7"80 (.799) |      |
| 6   | 3      | Tyler Mason        | Giamaica    | 7"86 (.855) |      |
| 7   | -      | Petr Svoboda       | Rep. Ceca   | dnf         |      |

#### Batteria 5
| Pos | Corsia | Atleta               | Nazionalità | Tempo       | Note                                     |
| --- | ------ | -------------------- | ----------- | ----------- | ---------------------------------------- |
| 1   | 6      | Lorenzo Simonelli    | Italia      | 7"61 (.602) | Q                                        |
| 2   | 4      | Enrique Llopis       | Spagna      | 7"66 (.655) | Q                                        |
| 3   | 5      | Krzysztof Kiljan     | Polonia     | 7"67 (.661) | Q                                        |
| 4   | 2      | Jeremie Lararaudeuse | Mauritius   | 7"75        |                                          |
| 5   | 3      | Amine Bouanani       | Algeria     | 7"81        | Miglior prestazione personale stagionale |
| 6   | 7      | Bálint Szeles        | Ungheria    | 7"86 (.855) |                                          |
| 7   | 8      | Mosese Foliaki       | Tonga       | 8"51        | Record nazionale                         |

#### Batteria 6
| Pos | Corsia | Atleta            | Nazionalità | Tempo       | Note |
| --- | ------ | ----------------- | ----------- | ----------- | ---- |
| 1   | 6      | Trey Cunningham   | Stati Uniti | 7"59 (.585) | Q    |
| 2   | 4      | Jason Joseph      | Svizzera    | 7"62 (.614) | Q    |
| 3   | 5      | Michael Obasuy    | Belgio      | 7"66 (.654) | Q    |
| 4   | 2      | Liu Junxi         | Cina        | 7"71 (.702) | q    |
| 5   | 3      | Eduardo Rodrigues | Brasile     | 7"71 (.710) | q    |
| 6   | 7      | Štěpán Schubert   | Rep. Ceca   | 7"88 (.877) |      |
| 7   | 8      | Darko Pešić       | Montenegro  | 8"37        |      |

### Semifinali
Le semifinali si sono tenute il 1º marzo a partire dalle ore 19:45.
Passano alla finale i primi due atleti di ogni batteria (Q) e i successivi due atleti più veloci (q).

#### Semifinale 1
| Pos | Corsia | Atleta            | Nazionalità | Tempo       | Note  |
| --- | ------ | ----------------- | ----------- | ----------- | ----- |
| 1   | 4      | Milan Trajkovic   | Cipro       | 7"53 (.252) | Q     |
| 2   | 6      | Just Kwaou-Mathey | Francia     | 7"54 (.534) | Q     |
| 3   | 2      | Michael Obasuyi   | Belgio      | 7"54 (.534) | Q     |
| 4   | 7      | Cameron Murray    | Stati Uniti | 7"56        |       |
| 5   | 8      | Liu Junxi         | Cina        | 7"64 (.634) |       |
| 6   | 3      | David Yefremov    | Kazakistan  | 7"68 (.673) |       |
| 7   | 1      | Mathieu Jaquet    | Svizzera    | 7"74        |       |
| -   | 5      | Asier Martínez    | Spagna      | dq          | [ 5 ] |

#### Semifinale 2
| Pos | Corsia | Atleta            | Nazionalità   | Tempo       | Note                          |
| --- | ------ | ----------------- | ------------- | ----------- | ----------------------------- |
| 1   | 4      | Trey Cunningham   | Stati Uniti   | 7"49        | Q                             |
| 2   | 6      | Enrique Llopis    | Spagna        | 7"53 (.521) | Q                             |
| 3   | 1      | Elie Bacari       | Belgio        | 7"58        | Miglior prestazione personale |
| 4   | 3      | Wilhem Belocian   | Francia       | 7"64 (.637) |                               |
| 5   | 7      | David King        | Gran Bretagna | 7"65        |                               |
| 6   | 2      | Krzysztof Kiljan  | Polonia       | 7"66        |                               |
| 7   | 8      | Eduardo Rodrigues | Brasile       | 7"68 (.679) |                               |
| 8   | 5      | Jason Joseph      | Svizzera      | 7"81        |                               |

#### Semifinale 3
| Pos | Corsia | Atleta            | Nazionalità | Tempo       | Note  |
| --- | ------ | ----------------- | ----------- | ----------- | ----- |
| 1   | 4      | Grant Holloway    | Stati Uniti | 7"32        | Q     |
| 2   | 6      | Jakub Szymański   | Polonia     | 7"46        | Q     |
| 3   | 5      | Lorenzo Simonelli | Italia      | 7"48        | q     |
| 4   | 7      | Job Geerds        | Paesi Bassi | 7"62        |       |
| 5   | 8      | John Cabang       | Filippine   | 7"68 (.680) |       |
| 6   | 1      | Elmo Lakka        | Finlandia   | 7"70        |       |
| 7   | 2      | Richard Diawara   | Mali        | 7"89        |       |
| -   | 3      | Zhu Shenglong     | Cina        | dq          | [ 5 ] |

### Finale
La finale si è tenuta il 19 marzo alle ore 21:20.
| Pos     | Corsia | Atleta            | Nazionalità | Tempo       | Note             |
| ------- | ------ | ----------------- | ----------- | ----------- | ---------------- |
| Oro     | 5      | Grant Holloway    | Stati Uniti | 7"29        | =                |
| Argento | 1      | Lorenzo Simonelli | Italia      | 7"43        | Record nazionale |
| Bronzo  | 7      | Just Kwaou-Mathey | Francia     | 7"47        |                  |
| 4       | 2      | Enrique Llopis    | Spagna      | 7"53 (.524) |                  |
| 5       | 6      | Jakub Szymański   | Polonia     | 7"53 (.527) |                  |
| 6       | 3      | Trey Cunningham   | Stati Uniti | 7"53 (.529) |                  |
| 7       | 8      | Michael Obasuyi   | Belgio      | 7"55        |                  |
| 8       | 4      | Milan Trajkovic   | Cipro       | 7"59        |                  |